# وان‌هیت واندر
وان‌هیت واندر (انگلیسی: One-hit wonder) به هر فرد یا گروهی گفته می‌شود که در یک مقطع زمانی با اثری خاص به شهرت عمومی گسترده دست می‌یابد و در ذهن عموم، تنها با همان موفقیت موقتی شناخته می‌شود. این اصطلاح بیشتر در مورد هنرمندان حوزهٔ موسیقی به کار می‌رود که تنها یک ترانهٔ پرطرفدار در کارنامه دارند و آن اثر، دیگر فعالیت‌های هنری آن‌ها را تحت‌الشعاع قرار می‌دهد. برخی هنرمندانی که در یک کشور «وان‌هیت واندر» قلمداد شده‌اند، ممکن است در کشورهای دیگر آثار موفق بیشتری داشته باشند. هنرمندانی که پس از موفقیت اولیه، آلبوم‌های پرطرفدار یا آثار موفق دیگری منتشر کرده‌اند، معمولاً به درستی در ردهٔ «وان‌هیت واندرها» قرار نمی‌گیرند. با این حال، گاهی برخی هنرمندانی که چندین اثر موفق داشته‌اند، به اشتباه «وان‌هیت واندر» خوانده می‌شوند؛ به ویژه در مواردی که یکی از ترانه‌های آن‌ها، در گذر زمان بسیار بیشتر از سایر آثارشان در حافظهٔ عمومی باقی مانده است. محبوبیت وان‌هیت واندرها معمولاً پس از موفقیت اولیه به سرعت کاهش می‌یابد و در بیشتر موارد، آن‌ها دیگر نتوانسته‌اند با آثار بعدی به جدول‌های پرفروش بازگردند.

## صنعت موسیقی
در کتاب بیلبوردِ وان‌هیت واندرها، وین یانچیک، روزنامه‌نگار موسیقی، «وان‌هیت واندر» را این‌گونه تعریف می‌کند: «هنرمندی که تنها یکبار موفق به حضور در جدول آثار پرفروش پاپ (تاپ ۴۰) در سطح ملی شده باشد». بیلبورد نیز تعریف مشابهی ارائه می‌دهد و «وان‌هیت واندر» را هنرمندی می‌داند که یکبار وارد جدول ۴۰ ترانه برتر بیلبورد هات ۱۰۰ شود و دیگر هرگز به آن جایگاه بازنگردد.
این تعریف رسمی ممکن است شامل هنرمندانی شود که فراتر از تنها یک اثر پاپ موفق، دستاوردهای بیشتری داشته‌اند و معمولاً در دستهٔ «وان‌هیت واندرها» قرار نمی‌گیرند. همچنین ممکن است هنرمندانی را که چندین اثر موفق داشته‌اند اما تنها یک ترانه‌شان به شدت معروف و شناخته‌شده باقی مانده است، از این تعریف خارج کند. علاوه بر این، کسانی که هرگز به جدول تاپ ۴۰ راه نیافته‌اند، اما تنها یک ترانه‌شان از راه‌های دیگر به محبوبیت گسترده رسید (مثلاً از طریق پخش گسترده در رادیو یا محبوبیت اینترنتی یا باشگاهی)، نیز ممکن است در تعریف رسمی بیلبورد به‌عنوان وان‌هیت واندر شناخته نشوند. این موارد گاه با عنوان‌هایی چون «هیت ترن‌تیبل» یا «ترانهٔ محبوب اما خارج از جدول» شناخته می‌شوند.

## برای مطالعهٔ بیشتر
- Mordden, Ethan (1980) A Guide to Orchestral Music. New York: Oxford University Press. شابک ‎۰−۱۹−۵۰۴۰۴۱−۴
- Jancik, Wayne (1998). The Billboard Book of One-Hit Wonders. New York: Billboard Books. شابک ‎۰−۸۲۳۰−۷۶۲۲−۹